# Пшини
Пшини (пол. Przyny, нім. Adlig Przyn) — село в Польщі, у гміні Нове Свецького повіту Куявсько-Поморського воєводства.
У 1975-1998 роках село належало до Бидгощського воєводства.